# Plotheia onusta
Plotheia onusta är en fjärilsart som beskrevs av Walker 1865. Plotheia onusta ingår i släktet Plotheia och familjen trågspinnare. Inga underarter finns listade i Catalogue of Life.